# Storholmen, Vändåtberget
Storholmen är en ö i Vändåtbergets naturreservat i Björna socken, Örnsköldsviks kommun. Den är den större av två öar i Ytter-Holmsjön och ungefär 1,1 hektar stor.

## Beskrivning
Ön är svagt droppformad och 167 meter lång. På bredaste stället är den 102 meter. En konturbild över ön bifogas artikeln.
Ön är obebodd och obebyggd och består av blandskog, huvudsakligen tall och björk men även visst inslag av gran.

### Djupprofil
En djupprofil togs fram av Örnsköldsviks kommun under Stadsingenjörskontorets tid. Den påvisar djupförhållandena kring Storholmen, men också ett maximidjup för hela sjön av 16 meter på norra sidan av sjön.

## Bildgalleri

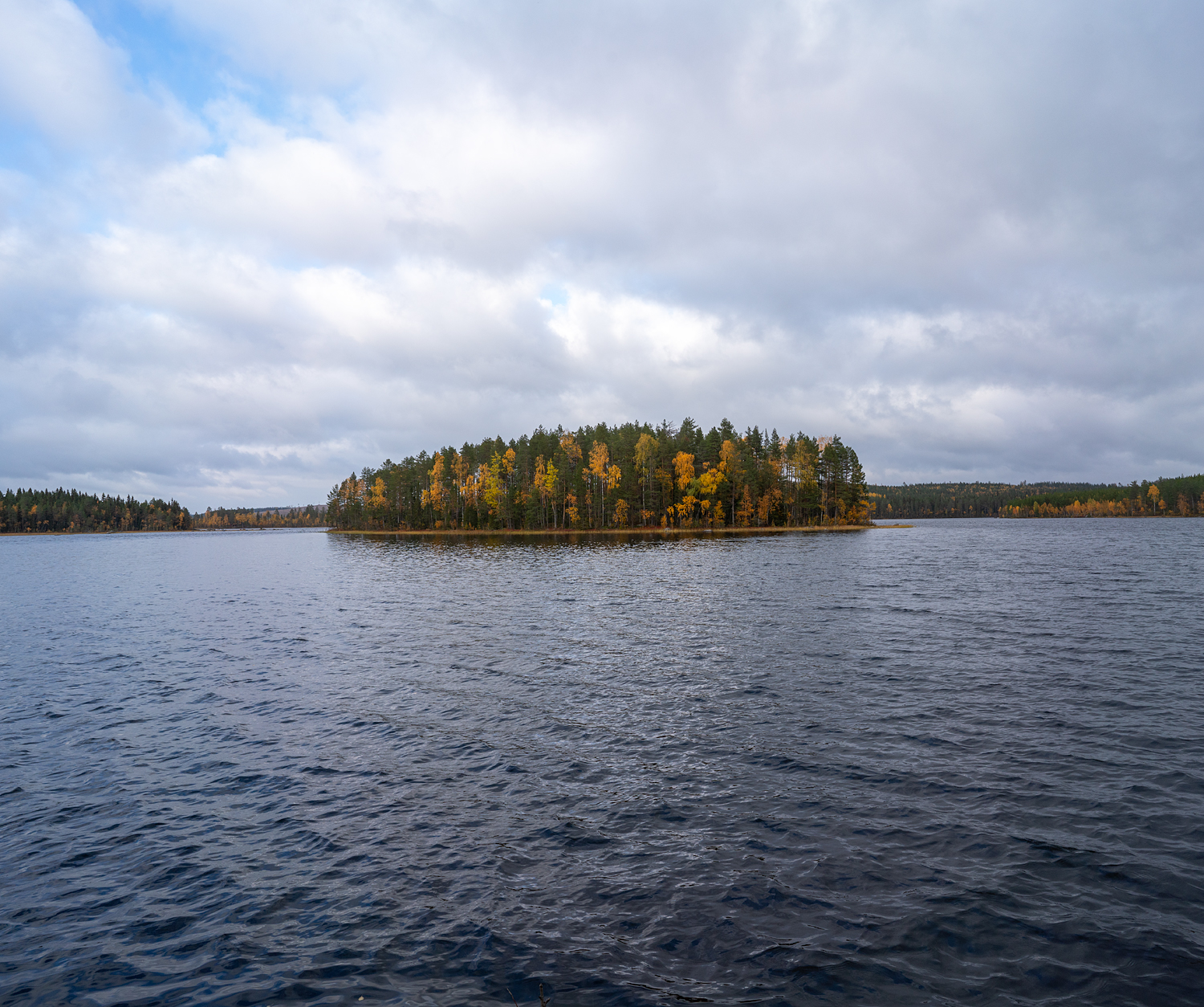
Ytter-Holmsjön fotograferad från dess södra strand. På bilden syns Storholmen.
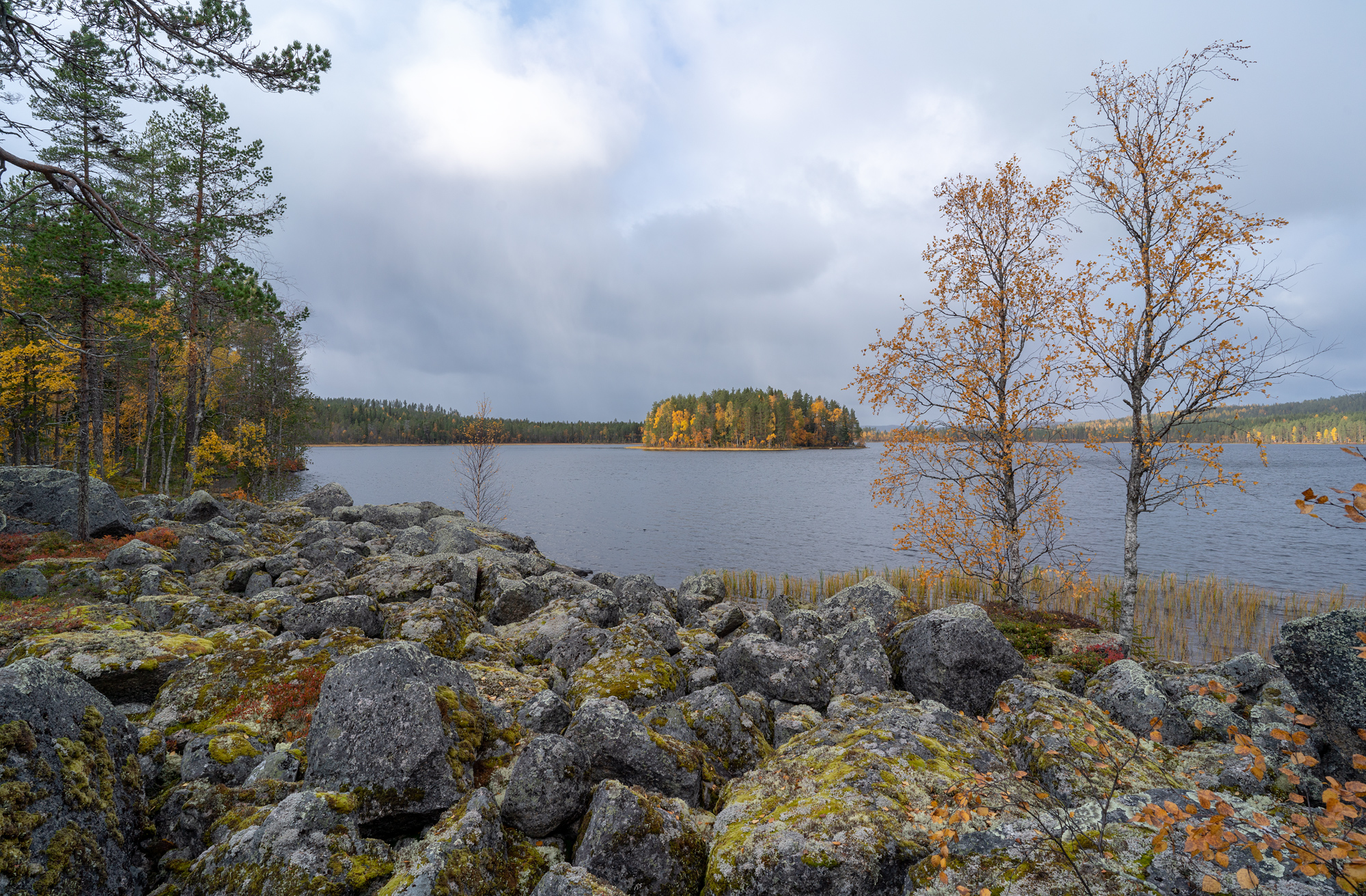
Ett foto från Ytter-Holmsjöns sydöstra hörn mot Storholmen.
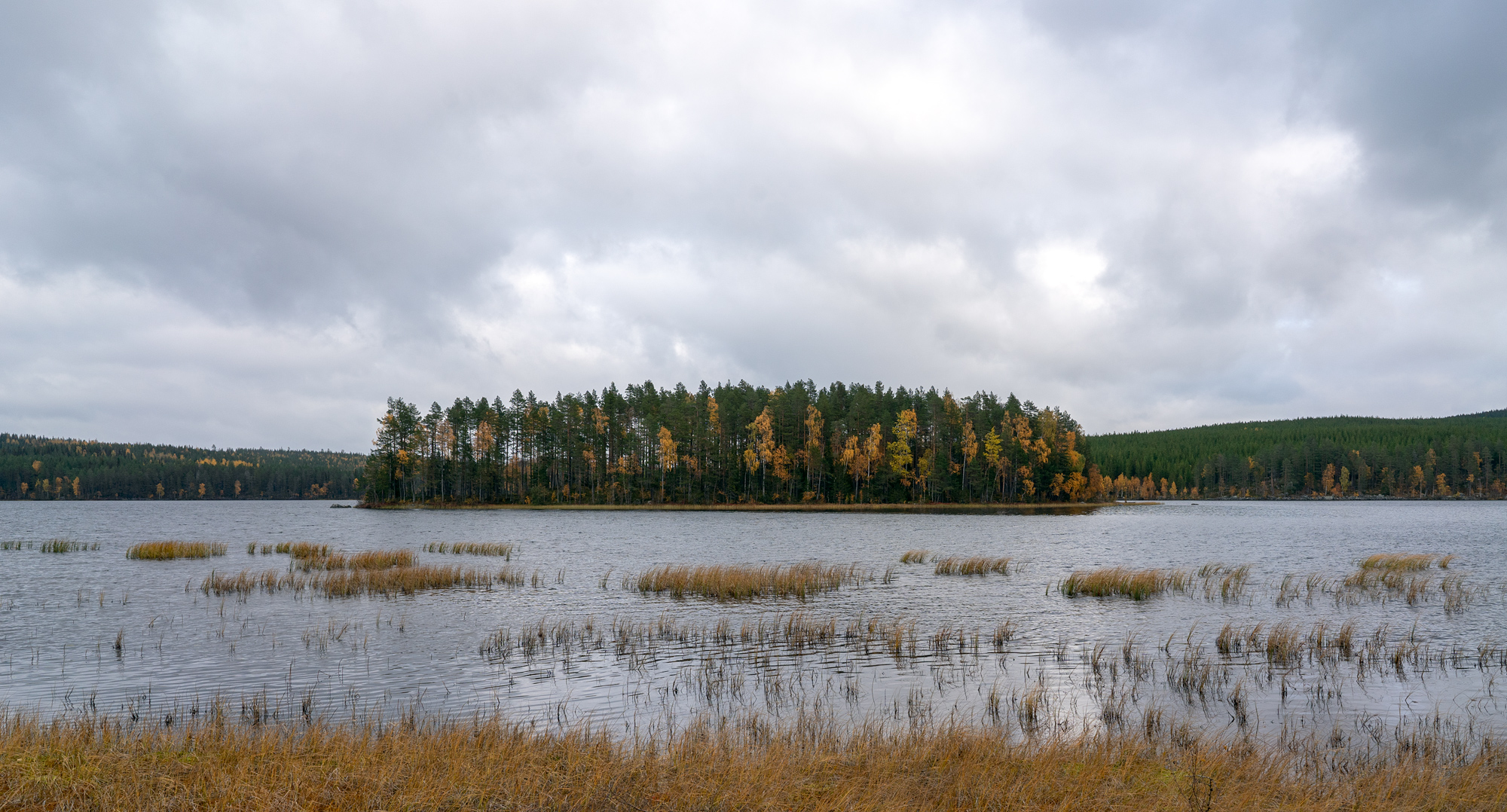
Vy mot Storholmen från Ytter-Holmsjöns västra sida.